# Gare de South Merton
La gare de South Merton (en anglais : South Merton railway station, est une gare ferroviaire de la Sutton Loop Line (en), en zone 4 Travelcard. Elle  est située sur le Martin Way  à Morden dans le borough londonien de Merton sur le territoire du Grand Londres.
C'est une gare Network Rail desservie par des trains Thameslink et Southern.